# 秋葉区
秋葉区（あきはく）は、新潟市を構成する行政区のひとつ。「花とみどりと石油の里・新津」「花と緑の小須戸」のキャッチフレーズを掲げる両地区で構成される。

## 概要
2005年の合併で新潟市に編入された旧新津市、小須戸町の領域で構成され、区役所は旧新津市役所の建物を使用している。なお区域にはこの他、旧白根市域のうち信濃川東岸側の中州部分が含まれる。
区域の南東方に丘陵が広がり、また新津・小須戸両地区とも古くから花卉栽培が盛んであることが「花とみどりの町」と呼ばれる所以である。新津地区ではかつて原油が採掘され（詳細は新津油田を参照）、古くから鉄道の要衝でもあった。一方、小須戸地区はかつて河川交通の要衝として栄えた。鉄道に加え、国県道など幹線道路の経路上にあり交通の利便性が高い事などから、近年はベッドタウンとして宅地開発が続いている。
イメージカラー
豊かな花と緑のイメージから、やさしい緑色「フローラルグリーン」。市が2007年3月に策定した「新・新潟市総合計画」で示された区の将来像は『花と緑に囲まれた、快適でにぎわいのあるまち』。
イメージキャラクター
秋葉区にはイメージキャラクターが制定されている。
1991年（平成3年）、当時の新津市の市制40周年記念事業の一環として、市のイメージキャラクターが制定された。名産の花・サツキの花びらを模した女の子の「さつきちゃん」と、その弟で、かつて新津地区に多数存在した油田と、その上部から噴出する原油を模した男の子の「ゆうたくん」で、名称は当時の市民からの公募により決定した。
一方2004年（平成16年）、当時の小須戸町で整備が進められていた「花とみどりのシンボルゾーン」が竣工し、愛称は一般公募により「うららこすど」に決定した。さらにイメージキャラクターとして、麦わら帽を被り双眼鏡または花を携えた女の子「うららちゃん」が制定された。
それぞれ両市町のPR活動にあたった後、新潟市への編入合併以降も「秋葉区役所だより」など市・区の広報活動などで使用されている。また、さつきちゃんとゆうたくんについては誕生当時に着ぐるみも作成され、イベントなどでPR活動にあたっていたが、着ぐるみの老朽化により活動を休止していた。このうち、さつきちゃんについては2012年（平成24年）2月から着ぐるみでの活動を再開。ゆうたくんも、2020年に着ぐるみがリニューアルされた。

## 地理

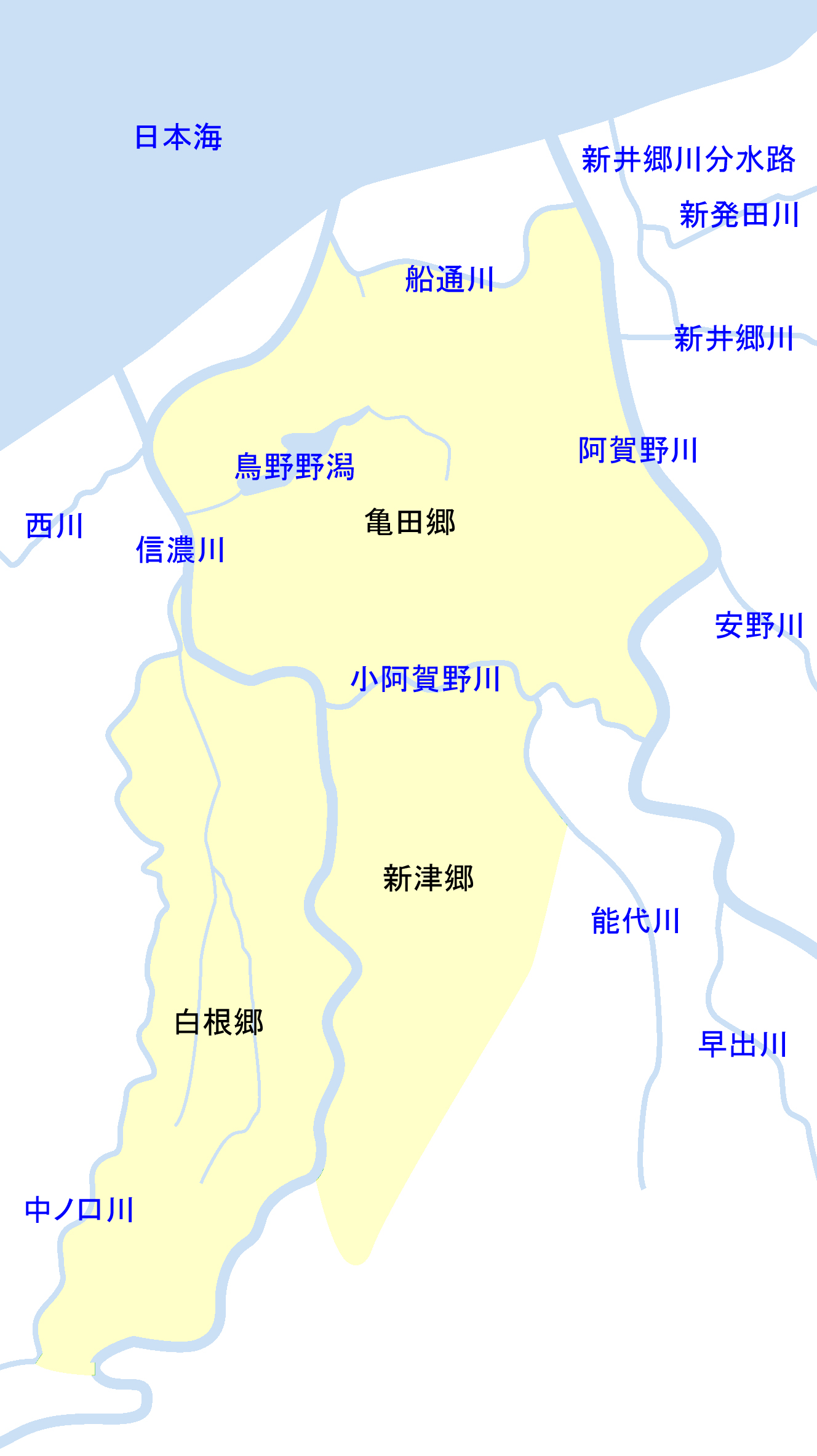
亀田郷・白根郷・新津郷の分布

区の南東方には新津丘陵（にいつ丘陵、秋葉丘陵とも呼ばれる）が広がる。丘陵の周囲は平野部となっている。区の東側には阿賀野川、西側には信濃川が、北側には阿賀野川・信濃川を結ぶ小阿賀野川が流れている。また、区の中心部を南北に能代川と、同川の旧流路である新津川が流れている。
区域全域および隣接する田上町北部に跨る半輪中地域は「新津郷」と呼ばれている。

## 地域
旧新津市の区域である「新津地区」と旧小須戸町の区域である「小須戸地区」で構成される。区内の地域は、かつて河川交通が盛んだった時代に栄えた集落も数多く存在する。なお、新津地区は区域が広大であるため、旧新津市の地区割りに準拠し、「新津地区」、「荻川地区」、「満日地区」、「小合地区」、「東部地区」、「新関地区」、「金津地区」として記載する。

### 地区

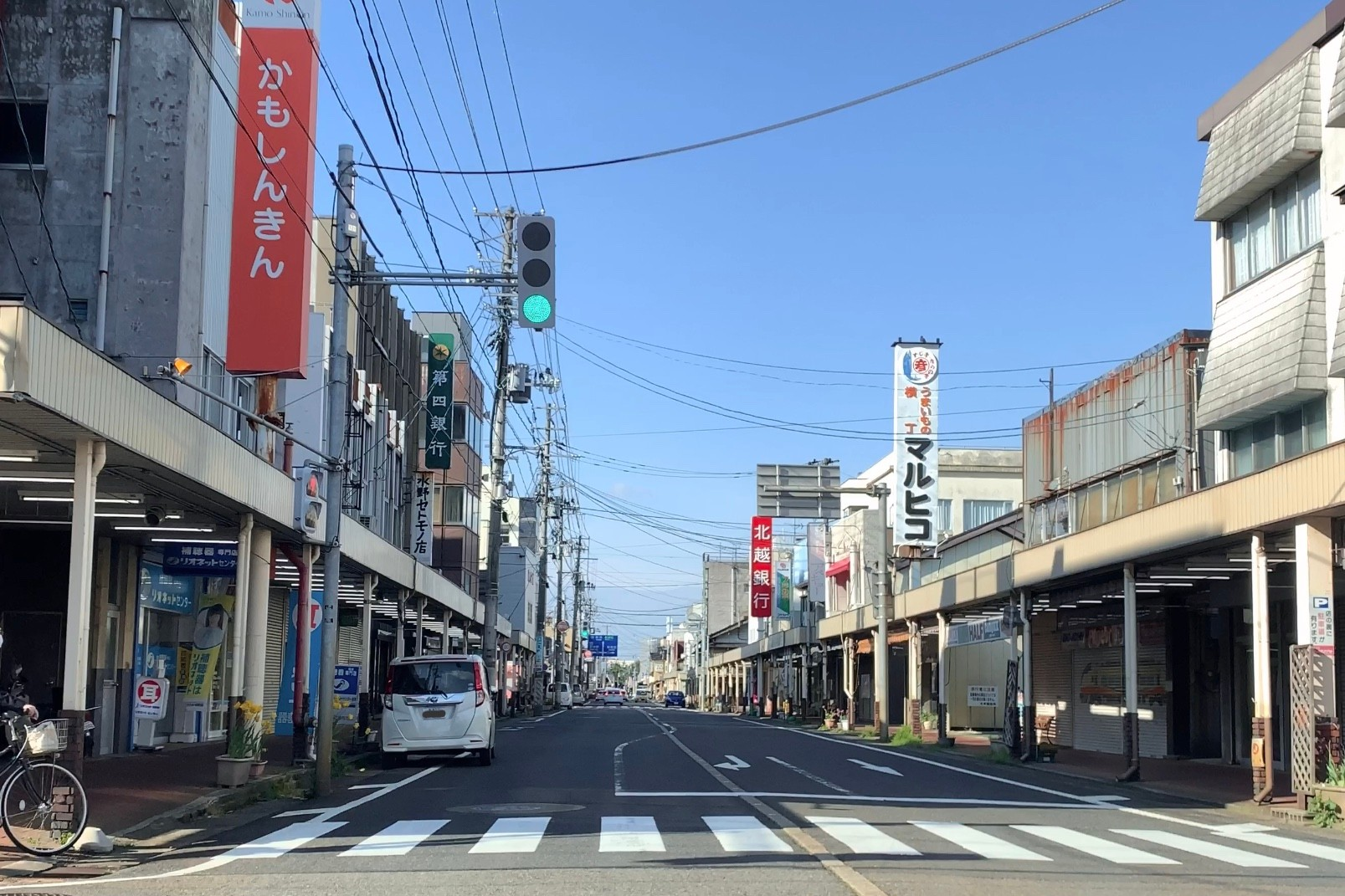
新津市街（新津本町）

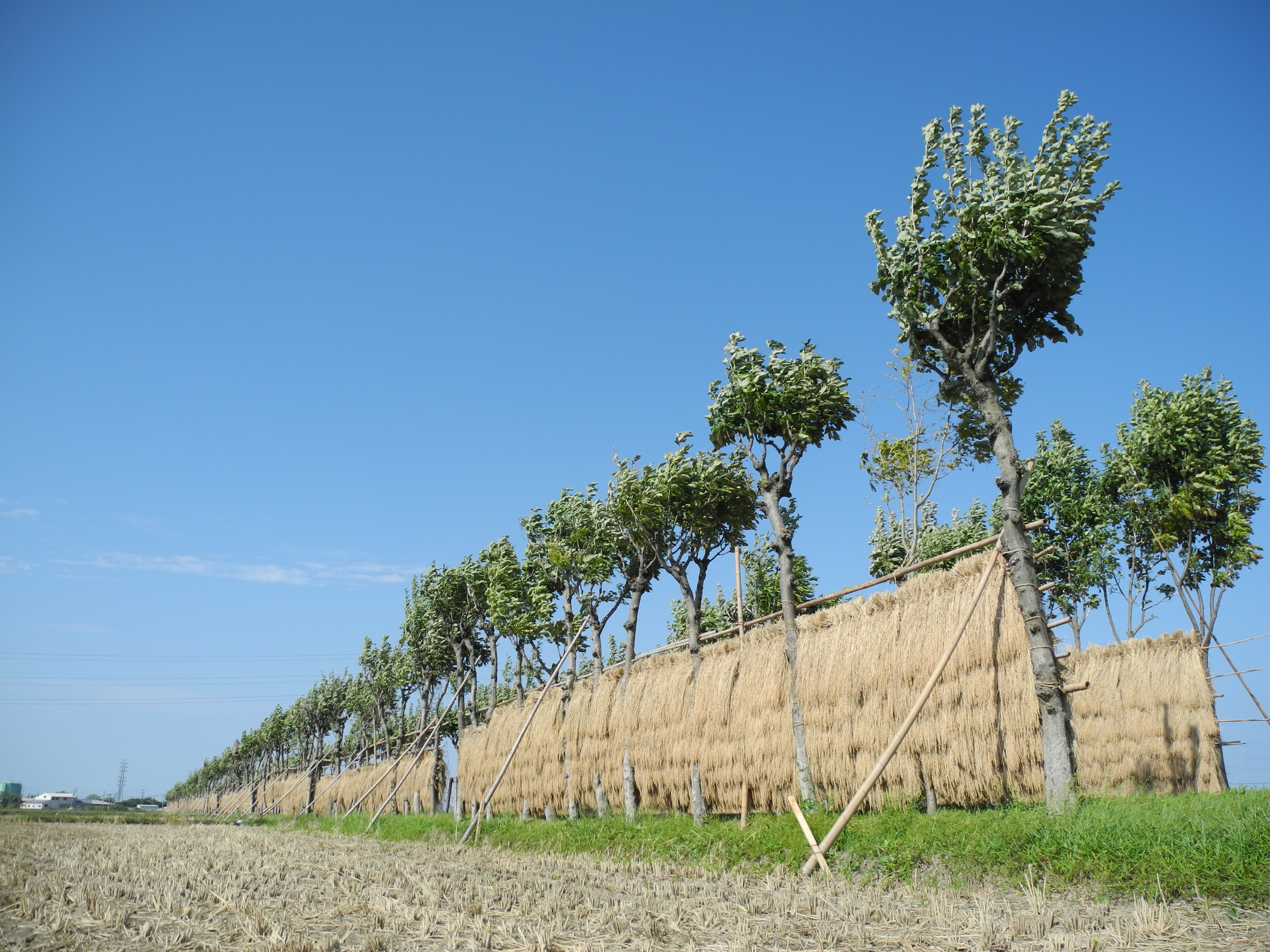
満願寺のはさ木並木（2013年9月）

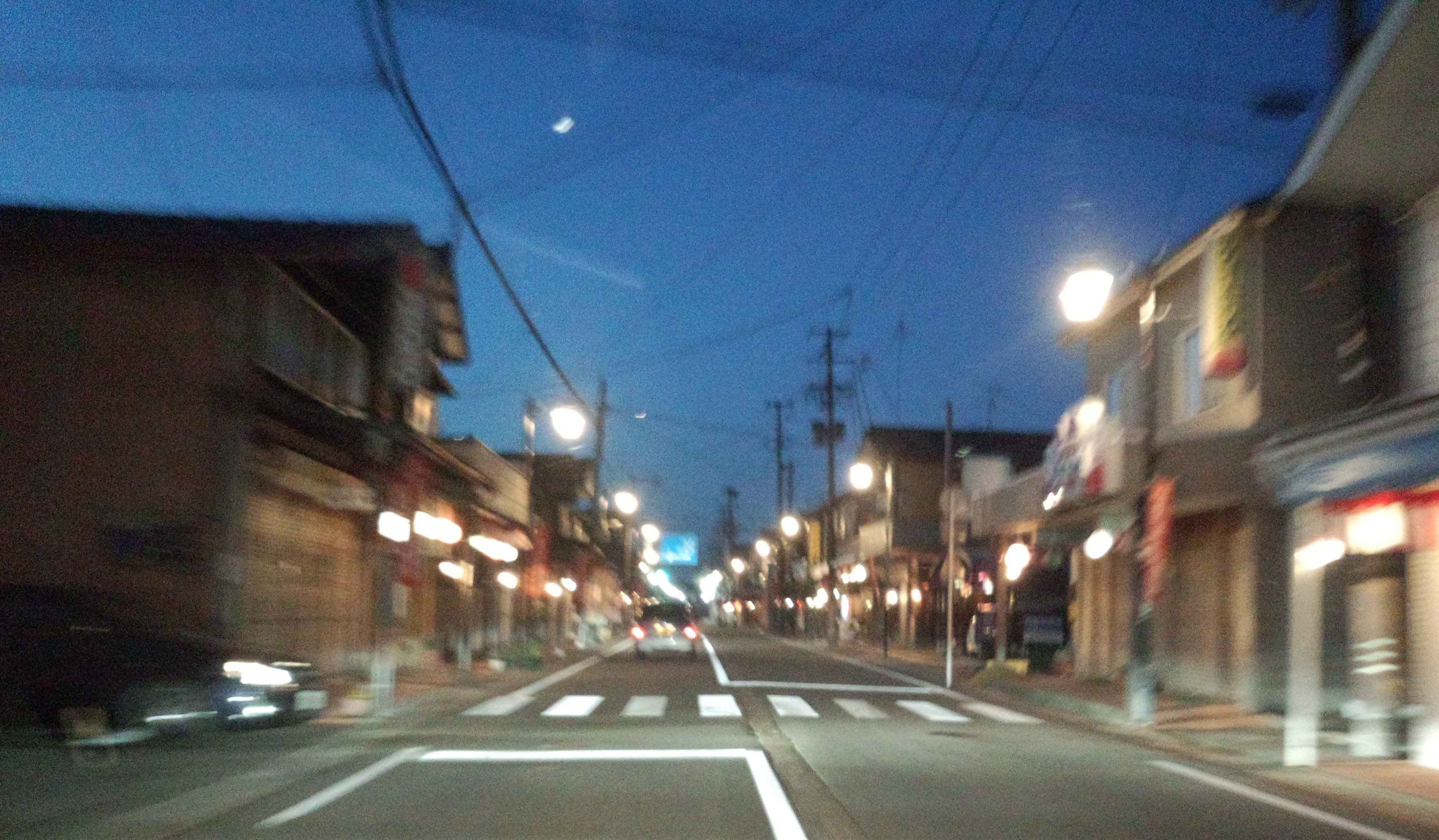
小須戸市街 （町家が多く残る）

新津地区
区の中心市街地は新津地区にあり、新津駅東口側を中心とした旧市街には商店街、ショッピングセンターなどがあり、その周りには住宅地が広がる。「鉄道の街」という側面もあって、かつては国鉄職員が駅周辺に数多く居住していた。
国鉄線（当時）沿線で、さらに幹線道路が経由している好立地から、1970年代に入るとかつて「駅裏」と呼ばれていた現在の新津駅西口周辺をはじめ、秋葉山北麓の東新津駅周辺、新津川右岸側の金沢町・新津東町周辺、荻川地域の荻川駅周辺、金津地域の古津駅周辺でも宅地化が進捗。1990年代には新津と荻川の中間に位置する北上地域でも住宅地開発が本格化し、さつき野駅が開設された。これら各地区では現在もなお開発が進められている。
荻川地区
東日本旅客鉄道（JR東日本）信越本線荻川駅を中心に市街地が広がり、中野などに大きな集落がある。また信濃川と小阿賀野川の合流点に位置する覚路津は、古くから江南区両川地区と生活圏が近しく、覚路津周辺の加入電話の市外局番は「025」となっている。
満日地区
地区北部の小阿賀野川左岸側には、七日町などに大きな集落がある。
小合地区
地区西部の信濃川右岸側には、子成場などに大きな集落がある。
東部地区
地区東部の阿賀野川左岸側には阿賀浦橋西詰周辺の中新田・大安寺、五泉市と接する下新などに大きな集落がある。
新関地区
金津地区
同区南部に位置する金津地区は古くから石油の里として栄えた。現在も石油の世界館を始め多くの遺構が残り当時の様子をうかがうことができる。地区東部の東島地区には新潟薬科大学がありバイオリサーチパークを目指す秋葉区の中心的存在となっている。
小須戸地区
小須戸地区の市街地は大きく分けて2箇所ある。
小須戸
信濃川右岸側に位置し、区役所小須戸出張所が置かれている小須戸（こすど）は、古くから行政・商業の中心地であり、かつては河川交通の要衝でもあった地域。新津地区中心部と南区白根地区中心部のほぼ中間に位置しており、現在でも新津だけでなく、白根とも生活圏を近しくしている。市街地外郭部は一部が新興住宅地、さらにその外郭部は水田や田畑となっている。但し交通の便はあまり良くなく、公共交通はバスのみ。路線バスは小須戸線を経由して新潟市中心部に至る路線と、新津駅から矢代田駅経由で白根中心部を結ぶ路線の2路線と、小須戸から同駅経由で新津駅に至る区バス（後述）の計3路線があるのみで、いずれも運行本数は少ない。また市街地の道路も狭隘で歩道が無い区間も多く、整備・改良が待たれる。
矢代田
もうひとつ市街地を形成しているのが、信越本線と、新津や加茂市、五泉市などに至る幹線道路が経由する矢代田（やしろだ）。1970年代以降は前述の新津地区内の各地域同様、交通の利便性を活かして宅地化が進捗した。駅南東側の丘陵西麓に位置する松ヶ丘や、駅西側の水田を埋め立てて開発された舟戸などがこれに該当する。矢代田駅では橋上駅舎への改築工事が行われており、2008年6月に駅舎と自由通路の仮供用を開始した。今後は新津駅などと共に地区内の交通拠点としての役割が期待されている。矢代田駅から小須戸中心部へは車で約5分。国道403号のバイパス区間（通称小須戸田上バイパス）は2020年3月22日に全線開通した。

### 住居表示
住居表示は、新津地区では新津中心部をはじめ地区内各所で実施されている。小須戸地区では矢代田の松ヶ丘などごく一部で行われているに過ぎないが、小須戸中心部では「本町」「中央町」「鵜出古木（うでこき）」などといった通称地名が使われている。

### 公園
- 秋葉公園
- 水辺プラザ
- 能代川分流記念公園
- 山ノ手公園
- 中間木公園
- 雁巻緑地信濃川親水緑地公園
- 大沢森林公園
- さつき山公園

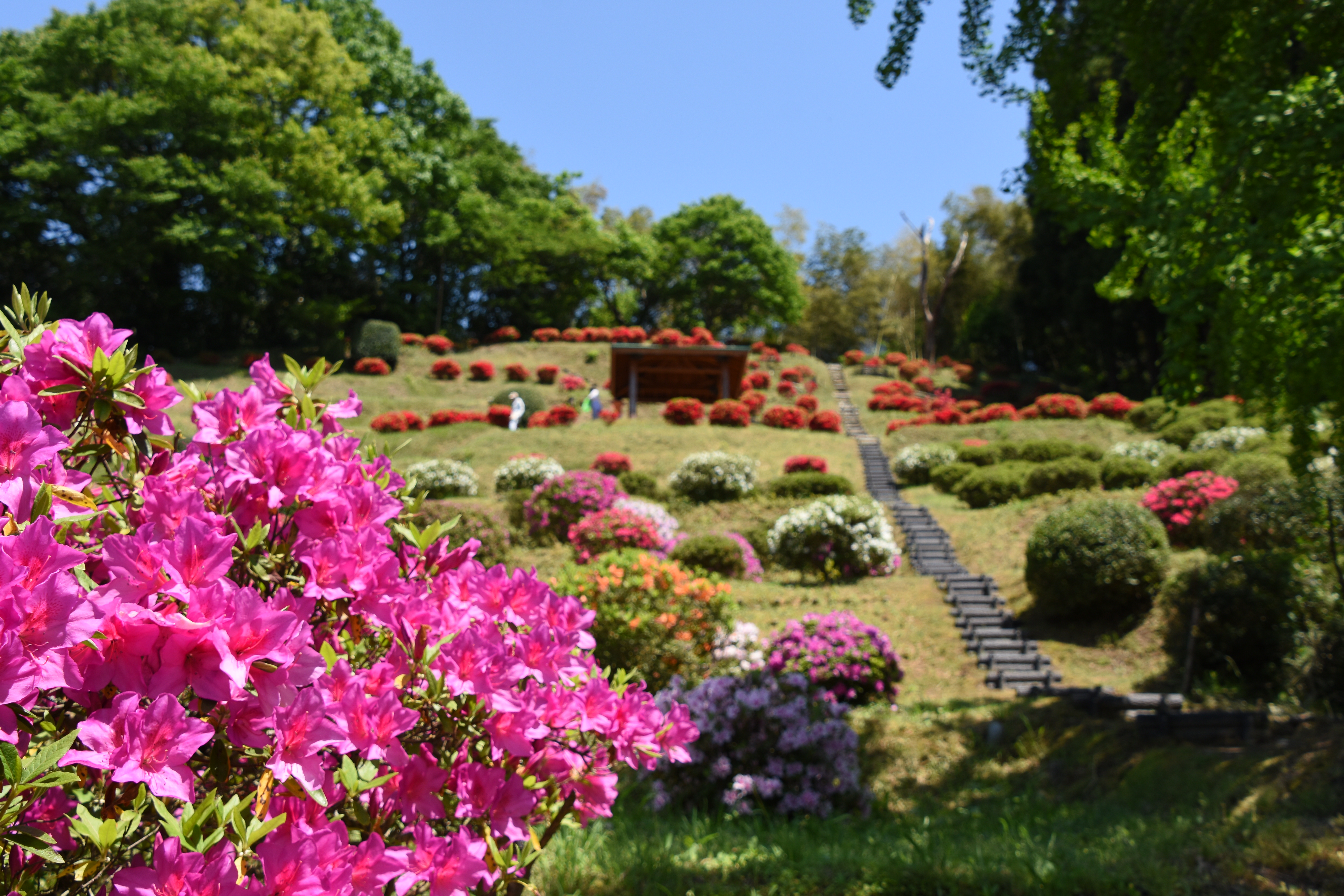
さつき山公園

- 花とみどりのシンボルゾーン（うららこすど）
  - 日本ボケ公園

## 歴史

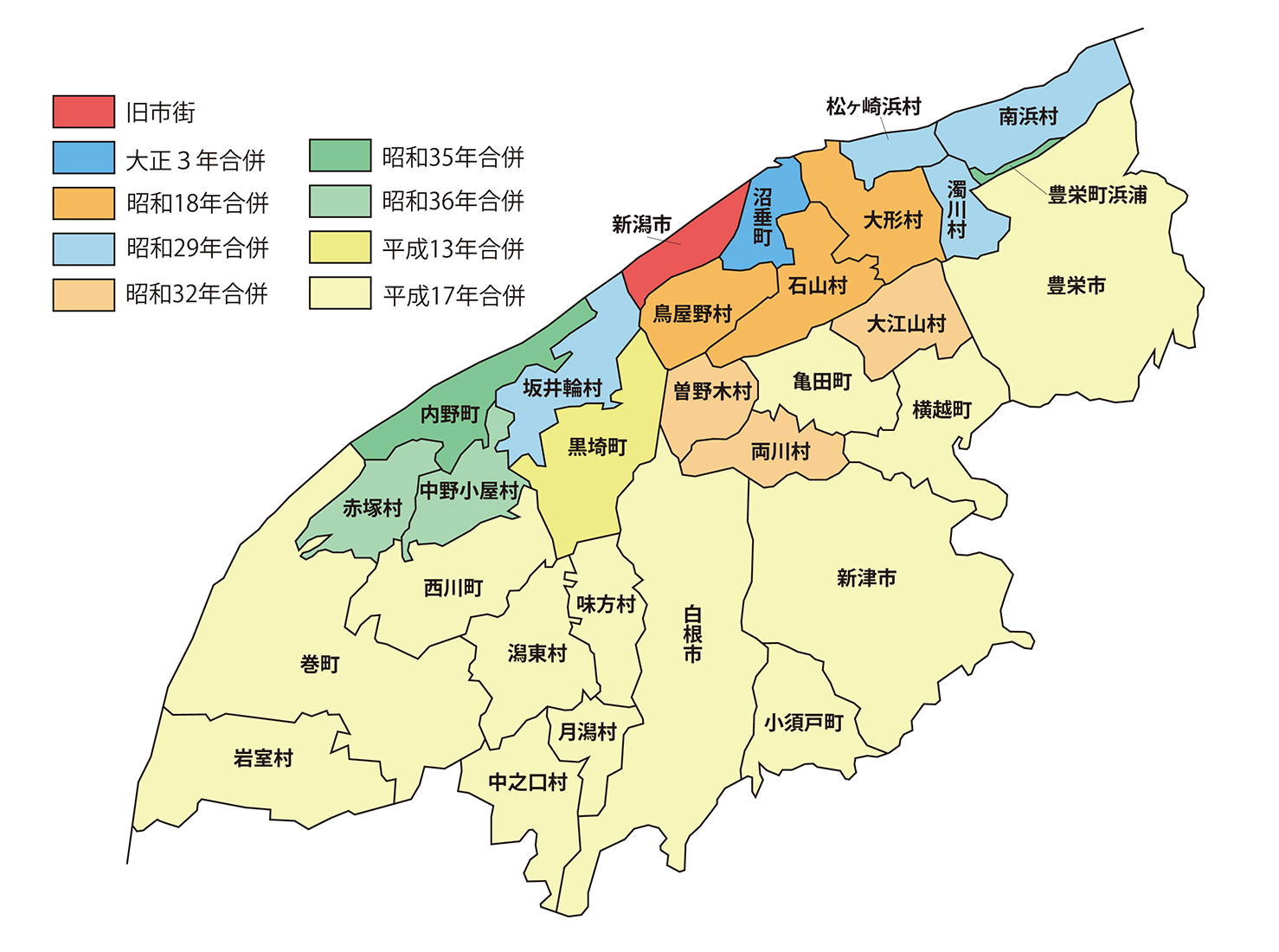
市制施行から現在までの合併の経緯

合併前の歴史については「新津市」、「小須戸町」を参照
政令市移行前
- 2005年（平成17年）3月21日 新津市と小須戸町を新潟市に編入。
- 2005年（平成17年）12月22日 - 23日 新潟大停電。

政令市移行後
- 2007年（平成19年）4月1日 新潟市の政令指定都市移行に伴い秋葉区が設置される。

## 人口
- 2010年　77,329
- 2015年　76,843

## 行政機関

### 市の機関
- 新潟市秋葉区役所（程島） - 1988年に使用開始した[9]旧新津市役所庁舎を引き継いでいる。
  - 小須戸出張所（小須戸）
  - 新津行政サービスコーナー（新津本町一丁目、旧新津市役所庁舎）

### 県の機関
- 新潟県新潟地域振興局 新津庁舎（新津）
  - 新津農業振興部
  - 新津地域整備部
  - 新津収税課
- 新潟県新潟地域振興局健康福祉部（新津保健所・新津地域福祉事務所）（南町）
※所管区域は、五泉市および阿賀町

### 国の機関
国の各機関が新津地区に置いている出先は、いずれも旧新津市の時代に設置されたものである。新潟市への編入合併後も引き続き業務を行っており、省庁によっては秋葉区の他、旧中蒲原郡にあたる南区白根地区が担当地域に含まれる場合がある。
- 新津簡易裁判所（新津）
- 法務省新潟地方法務局新津支局（新津）
- 国税庁関東信越国税局新津税務署（善道町一丁目）
- 厚生労働省新津労働総合庁舎（新津本町四丁目）
  - 新潟労働局
  - 新津労働基準監督署
  - 新津公共職業安定所
- 国土交通省北陸地方整備局阿賀野川河川事務所（南町）

## 産業

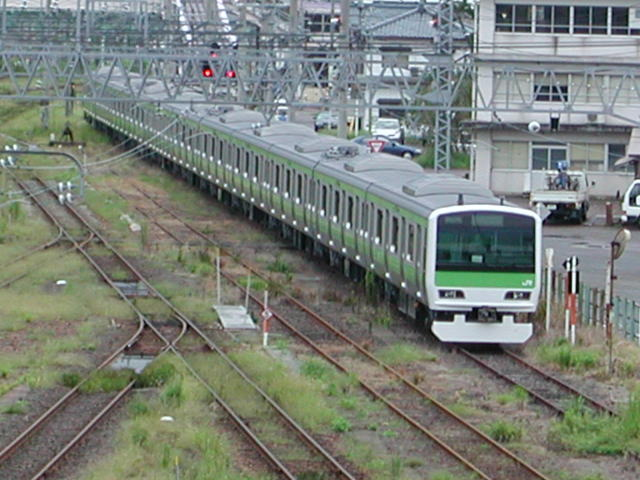
新津車両製作所で製造された山手線用電車（E231系

花卉栽培が盛んであり、アザレア、シャクナゲ、ボケ、サツキなどが特産である。
- 総合車両製作所新津事業所

## 治安

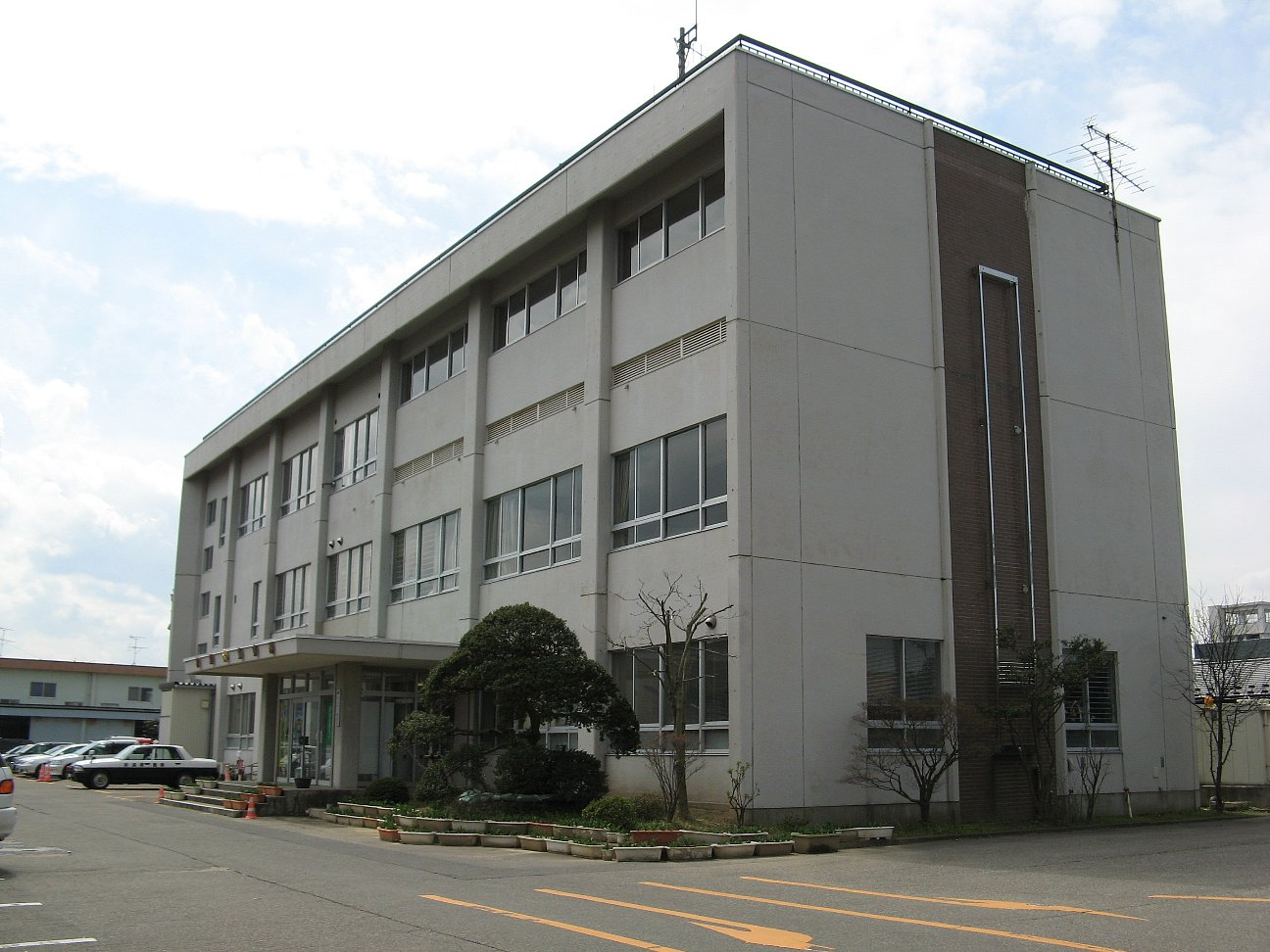
秋葉警察署

- 新潟県警察
  - 秋葉警察署（新津）
    - 新津駅前交番
    - 荻川駅前交番
    - 小須戸交番
    - 草水駐在所
    - 下新駐在所
    - 中新田駐在所
    - 朝日駐在所
    - 小合駐在所

## 防災
- 新潟市消防局
  - 新潟市秋葉消防署（程島）
    - 善道出張所（善道町二丁目）
    - 小須戸出張所（新保）

## 社会基盤

### 電気
- 東北電力ネットワーク

### 都市ガス
- 越後天然ガス

### 水道
- 新潟市水道局
  - 秋葉事業所（程島）
  - 満願寺浄水場（満願寺）
  - 小須戸浄水場（小向）

### 郵便

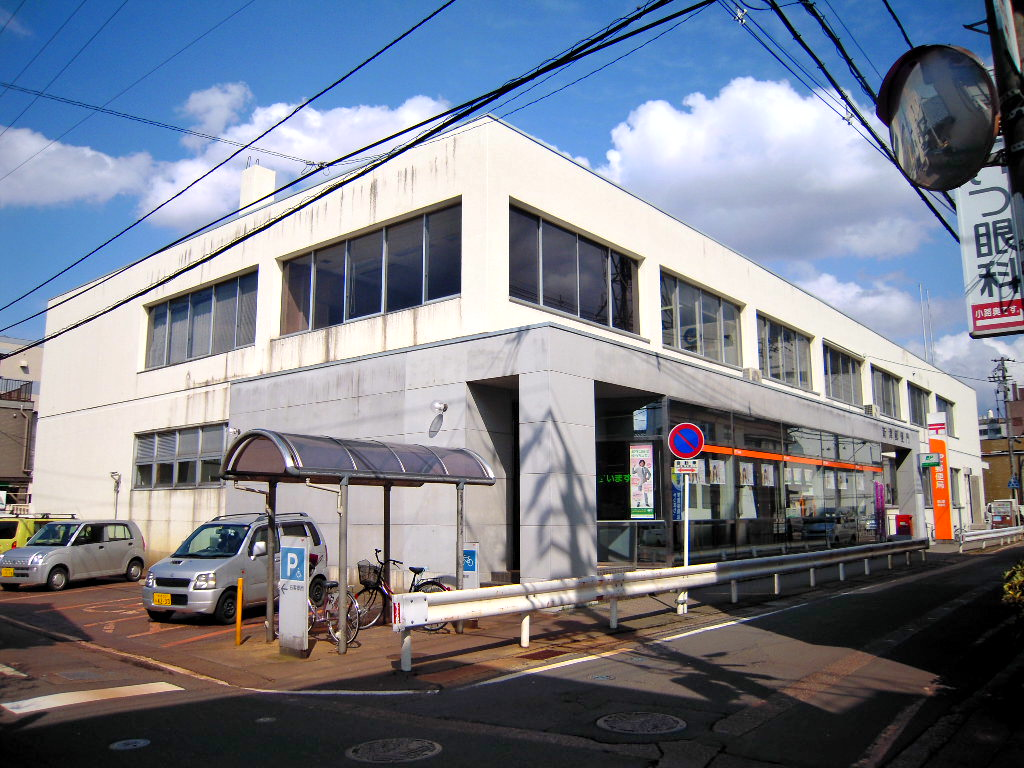
新津郵便局

一般信書便事業者
- 日本郵便
  - 新津郵便局（集配局・ゆうゆう窓口あり）
  - 荻川郵便局
  - 金津郵便局
  - 小合郵便局
  - 小須戸郵便局
  - 新関郵便局
  - 中村郵便局
  - 新津駅前郵便局
  - 新津新町郵便局
  - 新津田家郵便局
  - 新津滝谷郵便局
  - 新津中新田郵便局
  - 新津山谷郵便局
  - 矢代田郵便局
  - 新津川口簡易郵便局
  - 小口簡易郵便局
  - 新津七日町簡易郵便局

小須戸地区の郵便集配業務は2006年9月まで小須戸局で行われていたが、合理化に伴い新津局の集配区域となった。

### 清掃
- 新潟市環境部
  - 新潟市新津クリーンセンター（小口）
  - 新潟市新津斎場（古田ノ内大野開）

上記2施設の管轄地域は新津地区のみ。小須戸地区は南区臼井にある白根環境事業所の管轄となっている。両地区とも新潟市編入前から指定袋による一部有料方式のごみの分別収集を実施していたが、管轄が異なるため両地区で分別方法が異なっていた（2008年6月に統一化）。

## 医療
区内の主な病院は下記の通り。
- 下越病院（東金沢、救急指定病院）
- 新津医療センター病院（古田、救急指定病院）

## 教育

### 学校教育

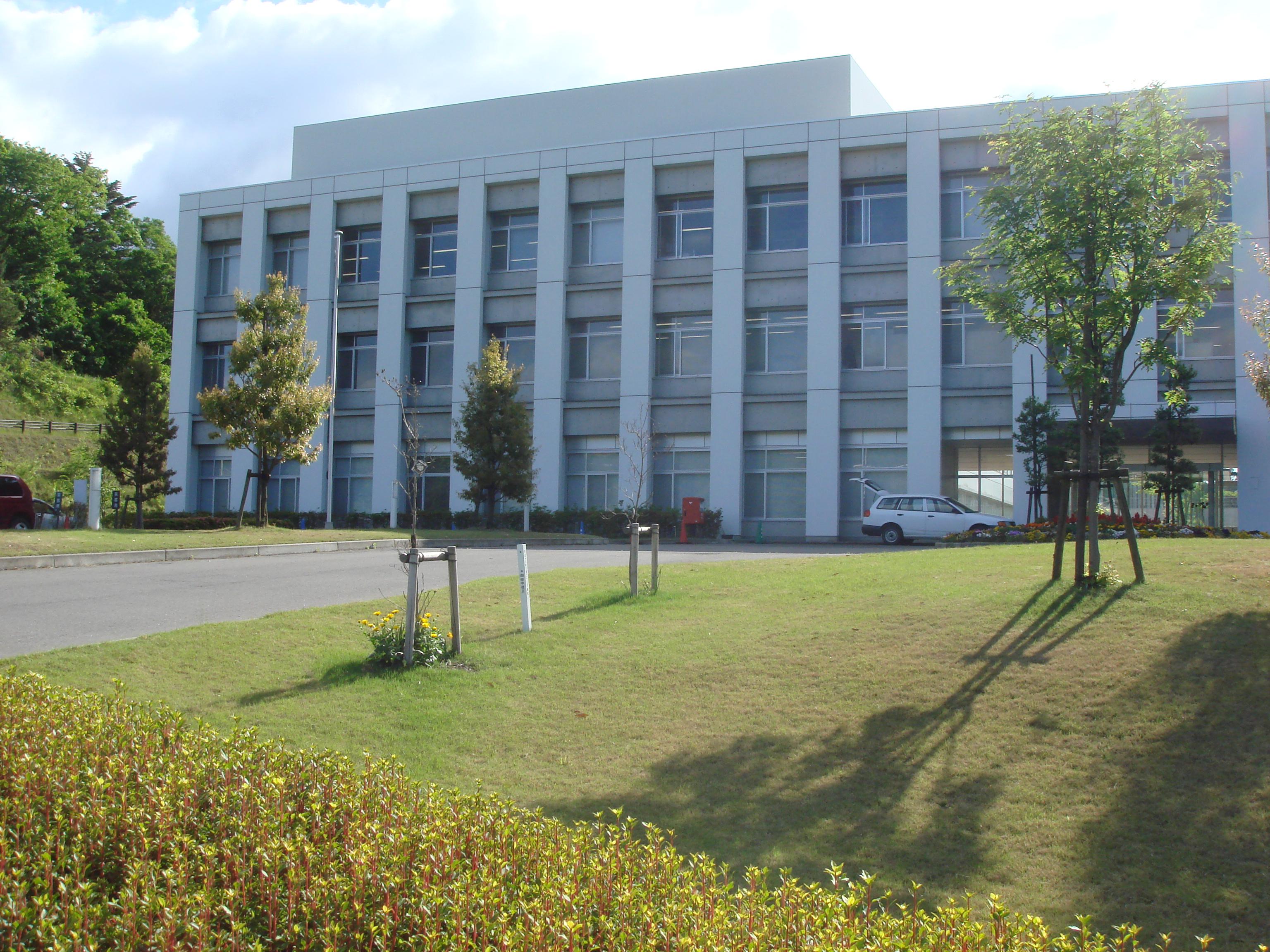
新潟薬科大学

大学
- 新潟薬科大学

高等学校
- 新潟県立新津高等学校
- 新潟県立新津南高等学校
- 新潟県立新津工業高等学校

中学校
- 新潟市立新津第一中学校
- 新潟市立新津第二中学校
- 新潟市立新津第五中学校
- 新潟市立小合中学校
- 新潟市立金津中学校
- 新潟市立小須戸中学校

小学校
| - 新潟市立新津第一小学校 - 新潟市立新津第二小学校 - 新潟市立新津第三小学校 - 新潟市立結小学校 - 新潟市立荻川小学校 - 新潟市立満日小学校 - 新潟市立阿賀小学校 | - 新潟市立小合小学校 - 新潟市立小合東小学校 - 新潟市立金津小学校 - 新潟市立新関小学校 - 新潟市立小須戸小学校 - 新潟市立矢代田小学校 |

### 社会教育

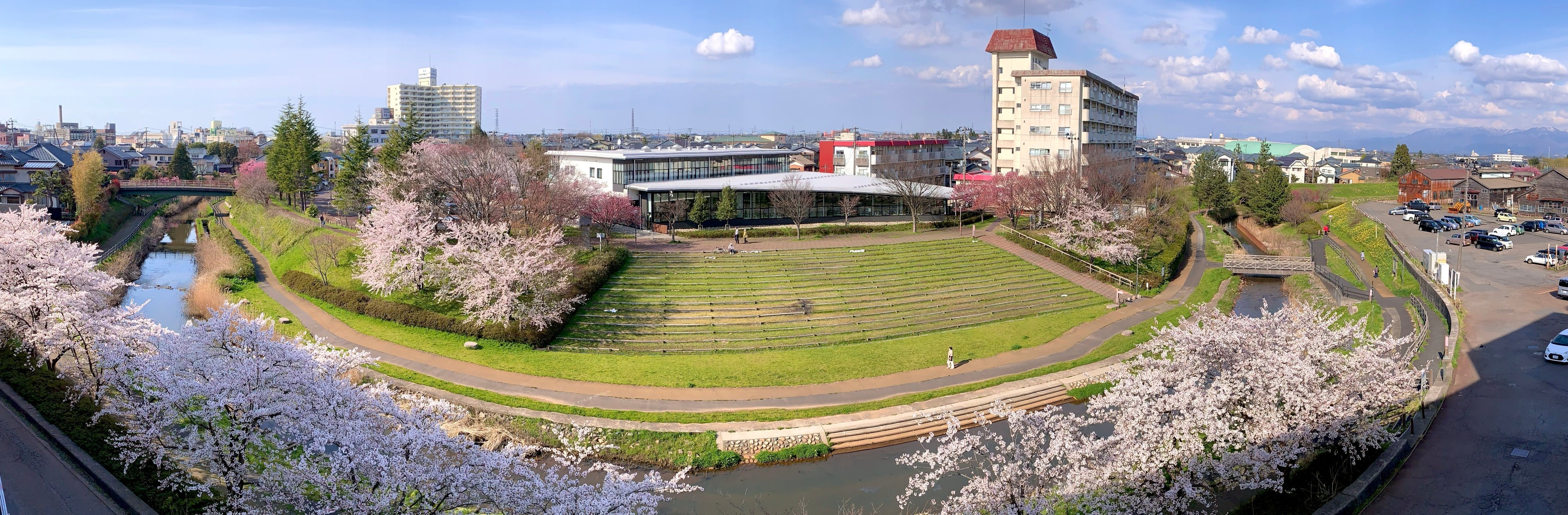
新津図書館と新津川遊歩道（2020年4月）

- 新潟市新津地域学園
  - 新潟市新津地区公民館
- 新潟市新津図書館

## 文化・スポーツ
文化芸術施設
- 秋葉区文化会館

運動施設
| - 秋葉区総合体育館 - 新津武道館 - 新津B&G海洋センター - 新津七日町運動広場 - 新津地域学園（体育館、庭球場、相撲場、弓道場） - 新津東町庭球場 - 新津東部運動広場 - 新津東部運動広場野球場 - 新津東部運動広場庭球場 - 新津金屋運動広場 - 新潟市新津金屋運動広場多目的グラウンド - 新潟市新津金屋運動広場野球場 | - 阿賀野川水辺プラザ公園 多目的運動広場 - 小須戸武道館 - 小須戸体育館 - 雁巻緑地公園 - 小須戸運動広場 - 小須戸運動広場野球場 - 小須戸運動広場テニスコート - 市之瀬運動広場 - 信濃バレー親水レクリエーション広場 |

## 観光
観光スポット
- 花と遺跡のふるさと公園
  - 新潟県立植物園
  - 新潟県立埋蔵文化財センター
  - 新潟市新津美術館
  - 古津八幡山遺跡
  - 新津フラワーランド

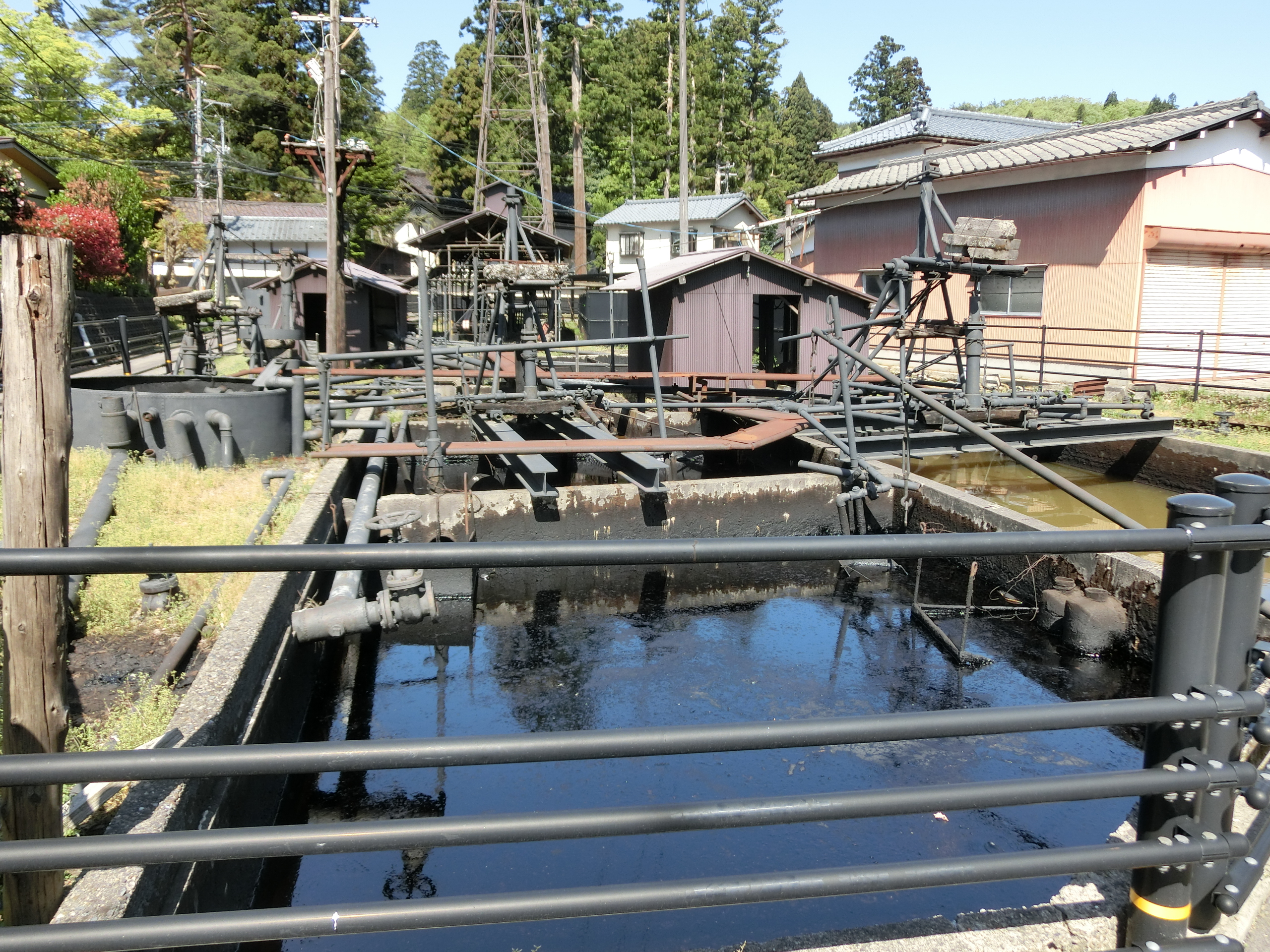
国指定史跡 新津油田金津鉱場跡

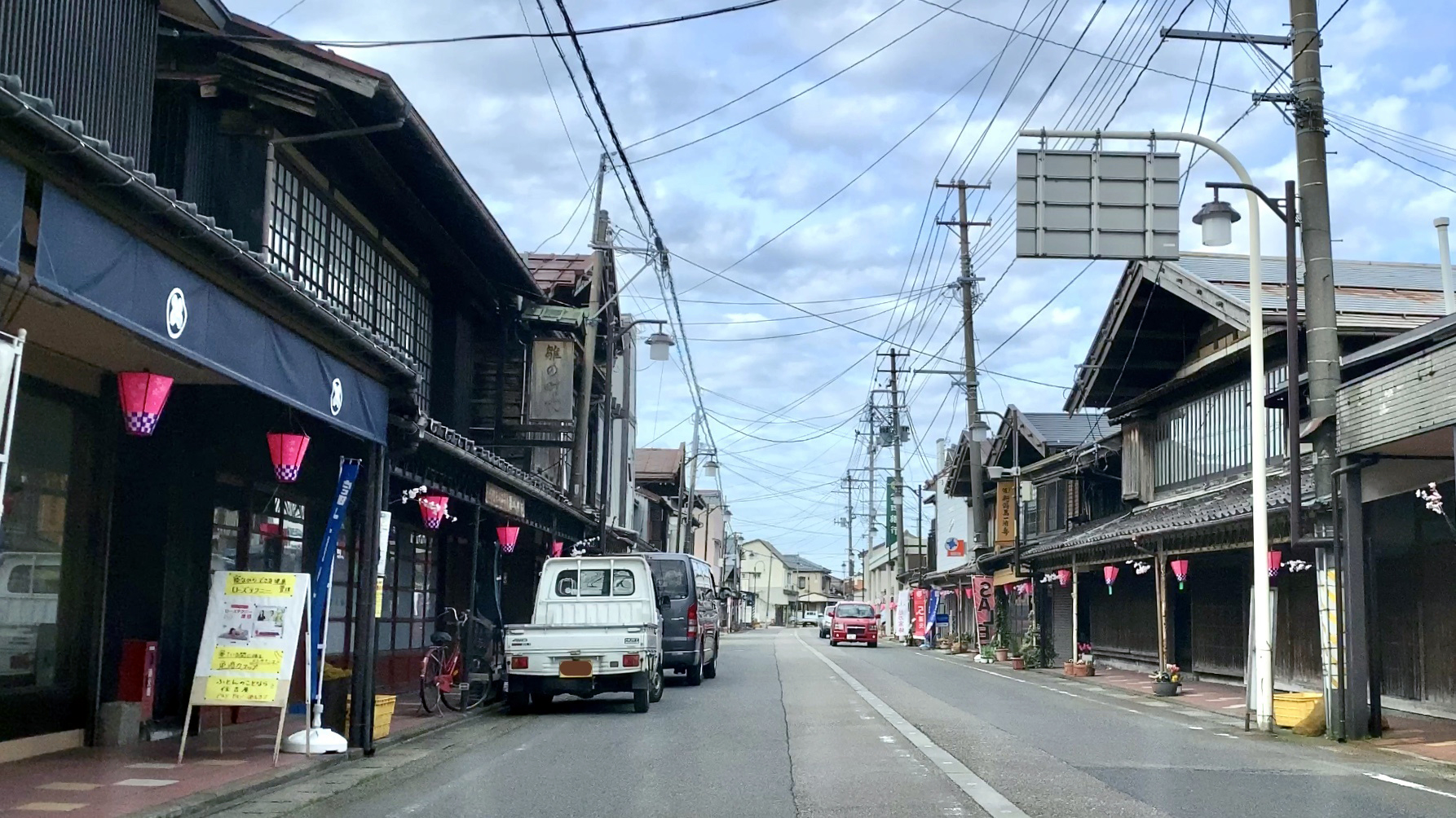
小須戸の雁木通りのまちなみ

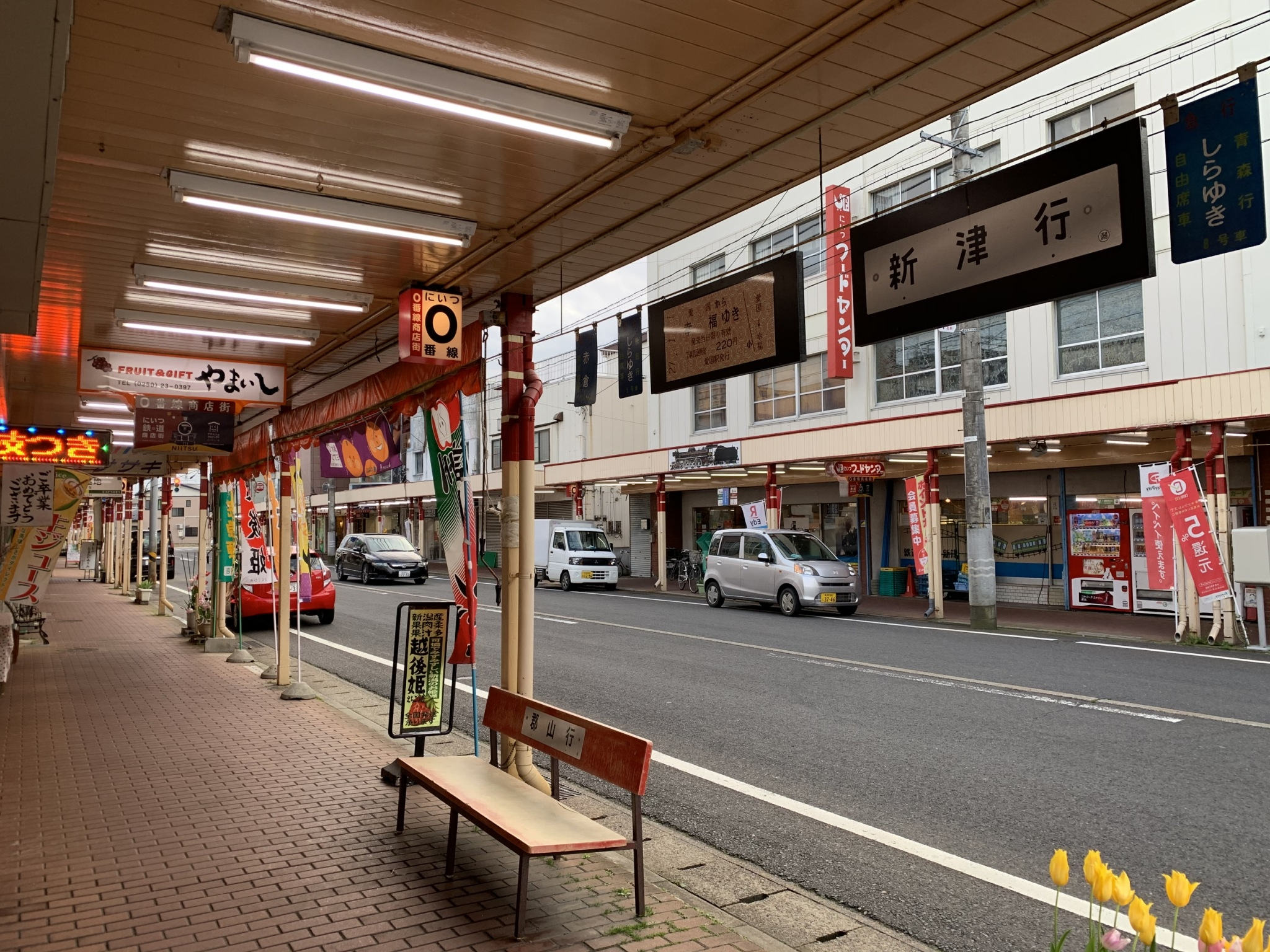
にいつ鉄道商店街

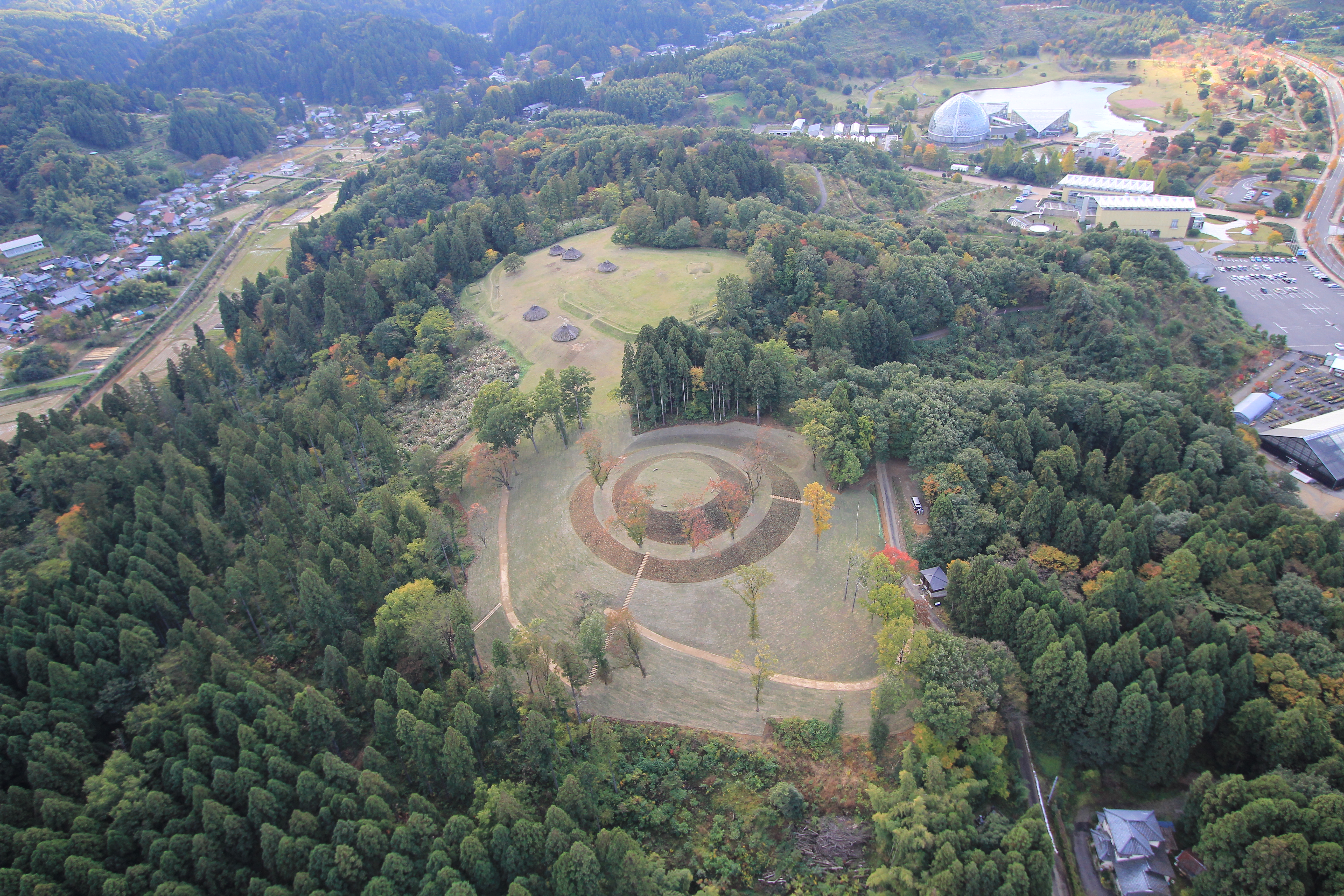
古津八幡山遺跡

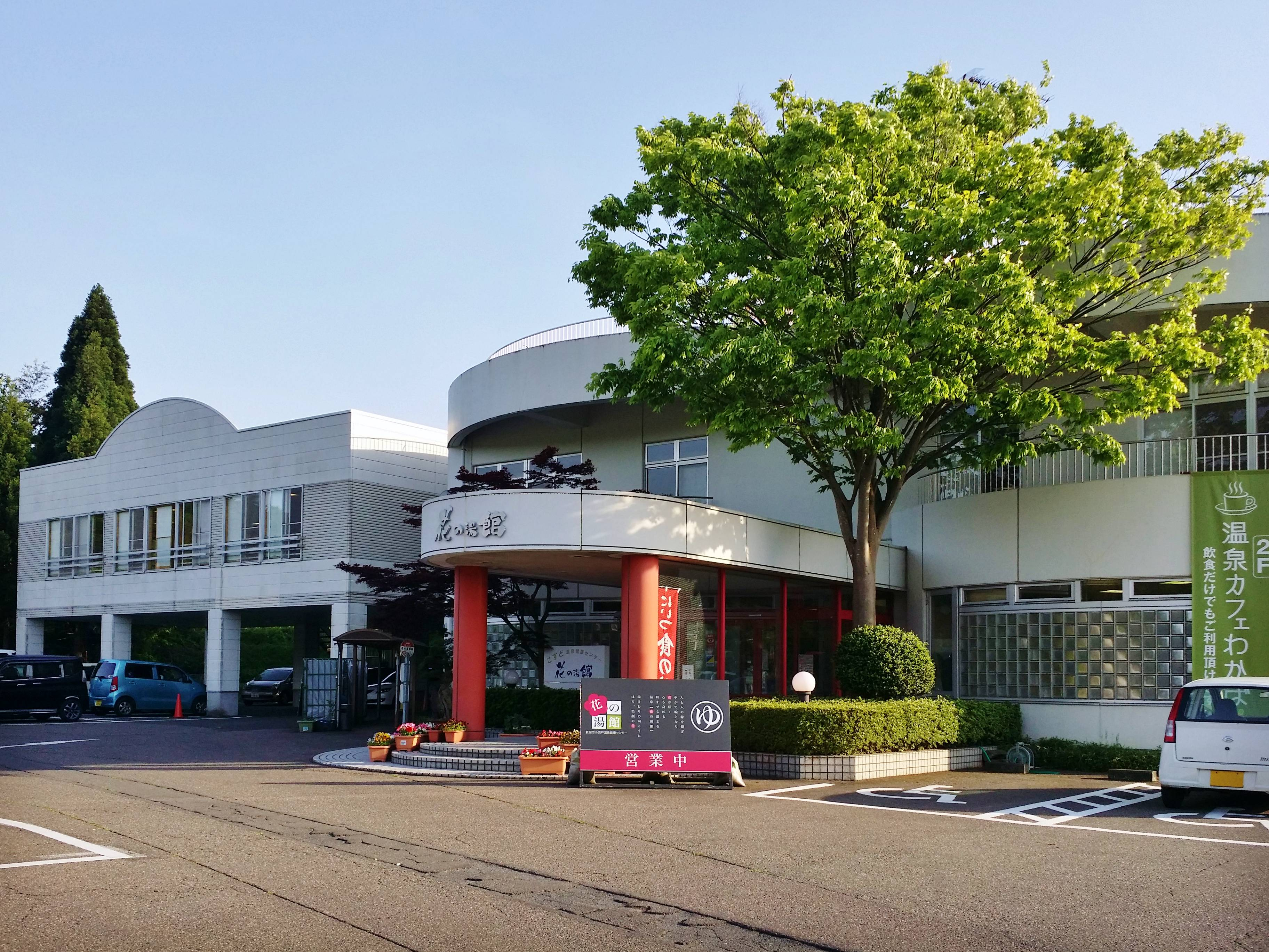
花の湯館

- 石油の里公園（新津油田跡、国指定史跡 新津油田金津鉱場跡）
  - 石油の世界館
  - 中野邸記念館
  - 里山ビジターセンター
  - 石油処理施設群
  - ポンピングパワー
  - 油井跡
- 法久山妙蓮寺 - 日蓮宗の寺院。重厚な山門は市指定文化財。鎌倉殿中問答で名をなした僧日印の廟所が有る。
- 小須戸のまち並み - 妻入りの町屋が連なる。詳細は#区内の地図を参照。
- 鉄道のまち
  - 新潟市新津鉄道資料館
  - にいつ鉄道商店街
  - 総合車両製作所新津事業所 - レールフェスタ in にいつ等のイベント時に公開される。
  - SLばんえつ物語
- 道の駅花夢里にいつ
- 花とみどりのシンボルゾーン（うららこすど）

温泉
- 新津温泉
- 秋葉温泉 花水（日帰り入浴施設）
- 新潟市小須戸温泉健康センター 花の湯館

イベント
- 新津夏祭り（8月16日松阪流し、同月19、20屋台祭り）

## 交通

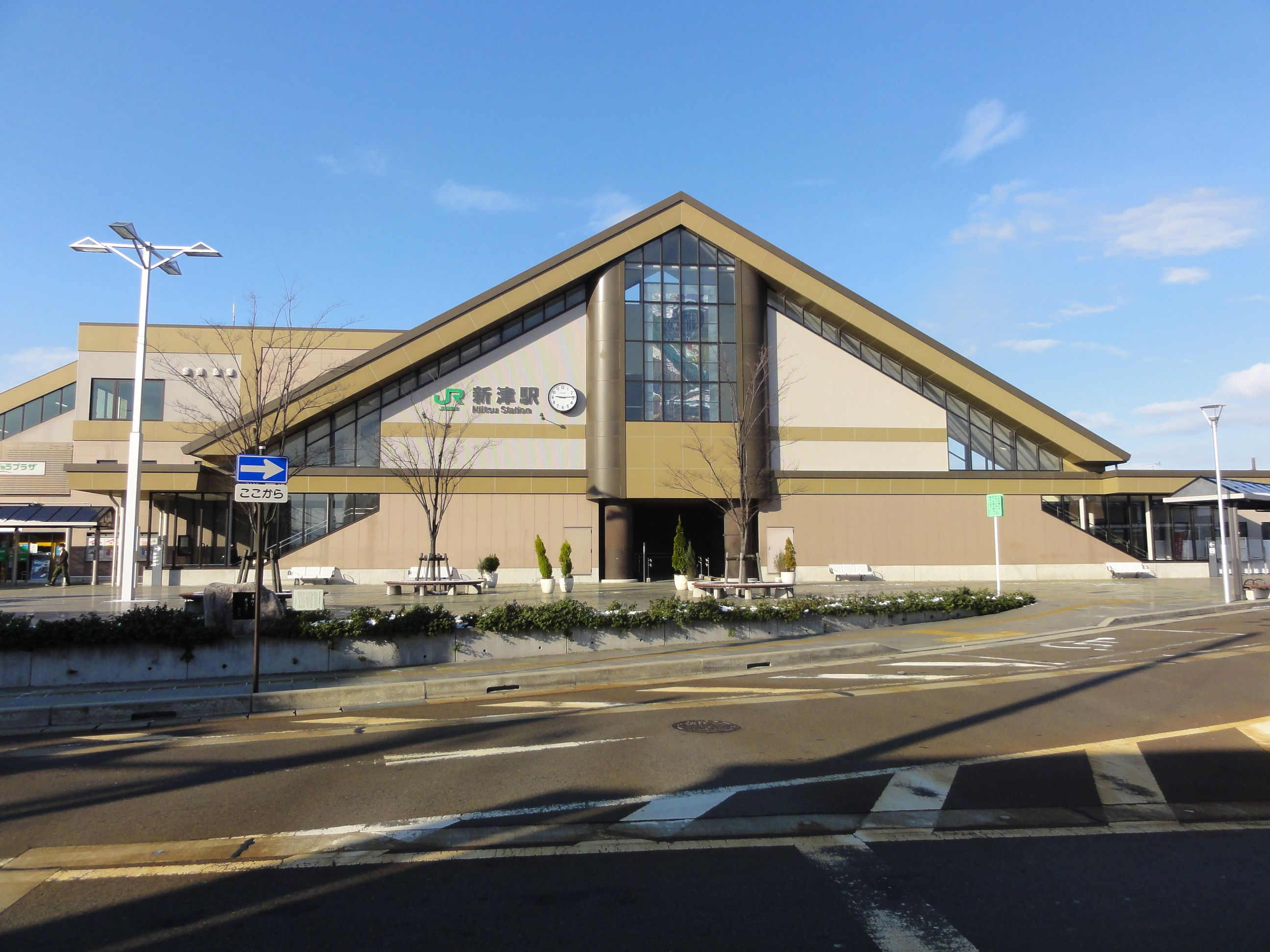
新津駅東口

### 鉄道
2003年（平成15年）暮れに橋上駅となった新津駅はJR東日本の3路線が乗り入れるターミナルで、新津は古くから「鉄道の街」として知られる。区内には7つの駅があり、一部の駅にはパークアンドライド用の駐車場が設置されている。
また新津駅構内西側には新津運輸区が設けられ、JR新潟支社管内の要衝として機能しているのに加え、駅南西側に所在する総合車両製作所新津事業所ではJR東日本を中心に鉄道各社の車両製造を手掛けている。
区域の鉄道路線・駅
- 信越本線
  - 矢代田駅 - 古津駅 - 新津駅 - さつき野駅 - 荻川駅
- 磐越西線
  - 新関駅 - 東新津駅 - 新津駅
- 羽越本線
  - 新津駅

### バス

#### 路線バス

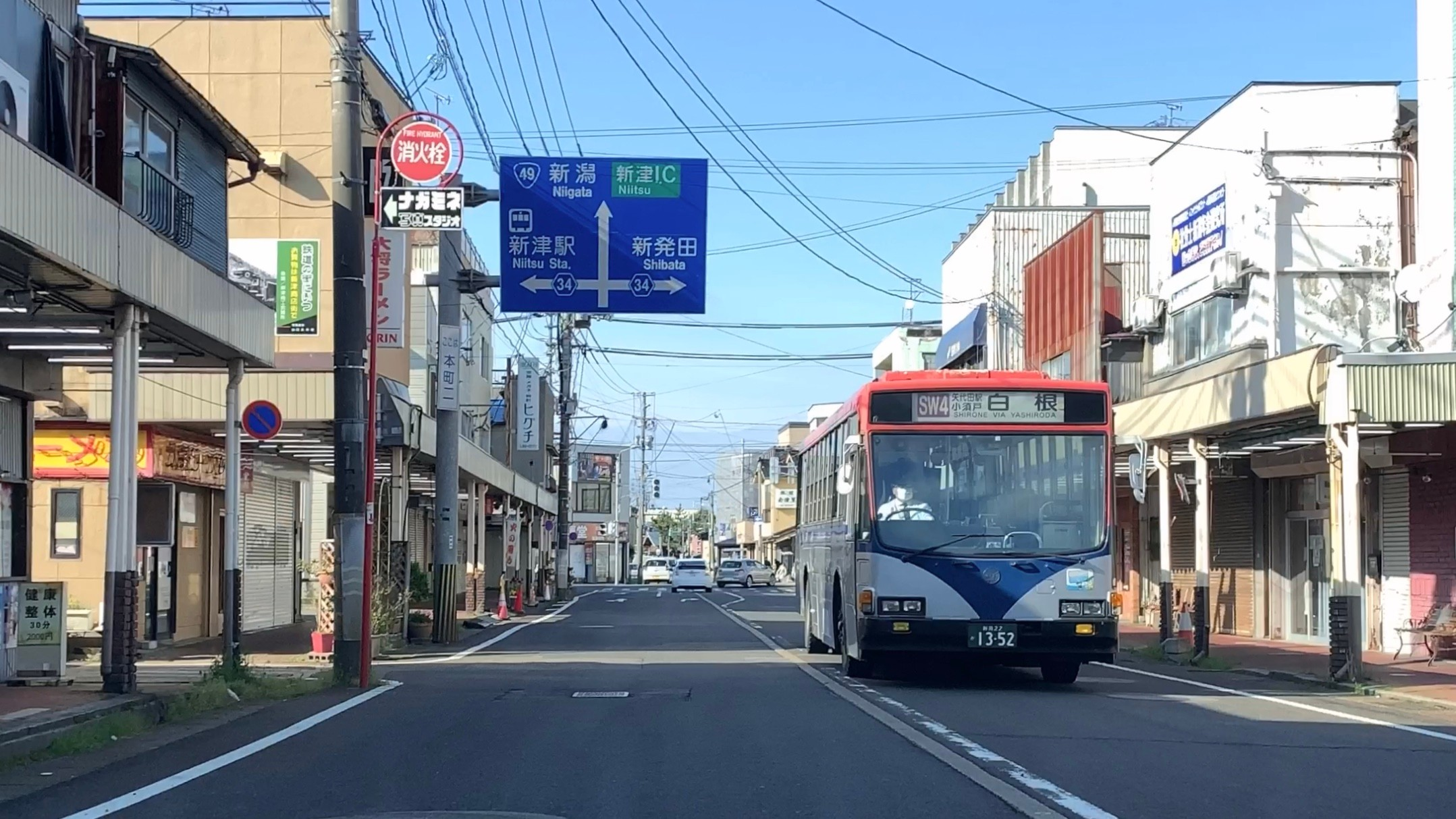
新津市街を走る新潟交通観光バスの路線バス（2020年4月）

秋葉区内を運行する路線バスは、新潟交通グループの新潟交通観光バスのほか、2019年7月に同社から路線を移管された泉観光バス、さくら交通が運行している。秋葉区役所・新津駅東口を中心に、区内外各方面への路線が設けられている。江南区を経由して新潟市中心部方面に至る2路線、新関を経由して五泉市に至る路線、新津駅到着後の回送運用を兼ねた京ヶ瀬営業所への路線、南区白根方面に至る2路線がある。新津中心部を経由しない路線が1路線あり、区西部の信濃川右岸側、新潟県道1号新潟小須戸三条線を経由するS23系統（旧230系統・小須戸線）がそれに該当する。
かつては万代シテイから酒屋・白根地区の大郷を経由して小須戸に至る路線、新津北部を循環する路線、新津地区北東部の七日町を回る路線、新津から阿賀野川沿いに新津地区南東部を経由して五泉市に至る路線なども運行されていたが、不採算のため1985年（昭和60年）以降相次いで廃止された。この他、現S96系統にあたる旧920系統（二本木線）は一時期、荻川駅東口を経由して運行されていたものの、JRとの相互乗換による需要が稀薄であったことから、乗り入れは取り止めとなっている。2019年7月には、新潟交通観光バスが運行していた一部路線が他会社へ移管または廃止された（詳細は新潟交通観光バス#京ヶ瀬営業所管内を参照）
- 秋葉区役所・新津駅から新潟市中心部方面
  - 新潟交通観光バス S9 亀田・横越線
    - S94　秋葉区役所 - 新津駅 - 下越病院 - 中新田 - 沢海 - 横越 - 亀田駅前 - 新潟駅前 - 万代シテイ
    - S96　秋葉区役所 - 新津駅 - 荻島 - 二本木  - 亀田駅前 - 新潟駅前 - 万代シテイ

- 新潟市中心部から新津西部・小須戸方面
  - 新潟交通観光バス S2 鳥屋野線
    - S23　新潟駅前 - 万代シテイ - 古町 - 南高校前 - 県庁前 - 鳥屋野 - 酒屋 - 子成場 - 小須戸神社前

- 新津駅から各方面
  - 新潟交通観光バス
    - SW1・SW2　新津駅－山谷－古田－小戸－子成場－臼井－白根横町－潟東営業所（SW2は白根止まり）
    - SW3・SW4　新津駅－田家－朝日－矢代田駅前－小須戸－戸石－白根横町－潟東営業所（SW4は白根止まり）
    - SK1　新津駅－下越病院－中新田－京ヶ瀬営業所
    - SG1　新津駅－大関－新関駅前－三本木－五泉駅－五泉営業所

  - 泉観光バス
    - 新津駅－田家－朝日－金津　※旧・新潟交通観光バスSW6系統

  - さくら交通
    - 新津駅－大安寺－下新　※旧・新潟交通観光バスSK2系統

#### コミュニティバス
- 新潟市秋葉区区バス

#### 高速バス
磐越自動車道の川口バスストップは、磐越道経由の高速バスの一部が停車しており、バス停近くにはパークアンドライド用の駐車場が設けられている。
- 新潟 - 会津若松線（若松行は乗車のみ、新潟行は降車のみ）
- 新潟駅 - 五泉 - 村松線

このほか、下越病院前に以下の路線が停車する。
- 阿賀町バス（阿賀町行は乗車のみ、新潟行は降車のみ）

### レンタサイクル
新津地域交流センターにて「秋葉区まちなかレンタサイクル」の貸出しが無料で行われている。

### 道路

#### 高速道路
- 磐越自動車道
  - 新津IC - 川口BS - 新津西スマートIC(ハーフIC)

#### 一般国道
区内を南北に縦貫する国道403号新津バイパスは、一部連続立体交差方式。江南区亀田地区から秋葉区小須戸地区までが一本の路線となっているが、古田（こだ）交差点を境に、通称が新津バイパスと新津南バイパスとに分かれている。一方、区内を東西に横断する国道460号は、磐越自動車道・新津IC付近から新津バイパス・大鹿交差点までの区間が新津東バイパスとして供用されている。
区内を走る一般国道
- 国道403号
- 国道460号

#### 県道
| 主要地方道 - 新潟県道1号新潟小須戸三条線 - 新潟県道5号新潟新津線 - 新潟県道7号新津村松線 - 新潟県道17号新潟村松三川線 - 新潟県道34号新津停車場線 - 新潟県道41号白根安田線 - 新潟県道46号新潟中央環状線 | その他の県道 - 新潟県道102号荻川停車場線 - 新潟県道103号矢代田停車場線 - 新潟県道127号新津茨曽根燕線 - 新潟県道167号古津停車場線 - 新潟県道320号新津小須戸線 - 新潟県道406号新関停車場線 |

### 区内の地図
- 秋葉区観光マップ - 新潟市秋葉区
- 里山歩きマップ（菩提寺山・高立山・護摩堂山） - 新潟市秋葉区
- 秋葉区コミぶら散歩 - 新潟市秋葉区
- 新津まちなか"てくてく"マップ（新津商店街MAP） - 新津商工会議所
- 小須戸まち歩きマップ (PDF)  - 小須戸町並み景観まちづくり研究会
- 歴史文化発見まちあるき「小須戸（新潟市秋葉区）」　総合情報誌：日本海政令市「新潟」VOL.10 - 新潟市
- こすど商店街マップ (PDF)  - 小須戸商店街
- 秋葉区公共交通ガイド（バス路線図） - 新潟市秋葉区